# Hombre escribiendo una carta
Hombre escribiendo una carta es una obra del pintor holandés Gabriël Metsu. Se trata de un óleo sobre lienzo, que mide 52,5 cm de alto y 40,2 cm de ancho. Fue pintado hacia 1662-65 y se encuentra en la Galería Nacional sita en Dublín (Irlanda).
Se trata de una escena de género protagonizada por un caballero que se encuentra lejos de su hogar y se cree que escribe una carta a su esposa, que sería quien se encuentra en su pareja, Mujer leyendo una carta, también en la Galería de Irlanda. Se representa un interior frente a una ventana, iluminado por la luz natural que penetra por ella. Detrás se ve un cuadro con un paisaje clasicista que recuerda más a Italia que a paisajes septentrionales.